# 폴란드 망명정부
폴란드 망명정부, 또는 폴란드 공화국 망명정부(Rząd Rzeczypospolitej Polskiej na uchodźstwie)는 1939년 9월 폴란드 침공과 이후 나치 독일 및 소련의 점령으로 인해 폴란드 제2공화국이 멸망하면서 형성된 폴란드의 망명정부이다. 폴란드가 나치 독일 및 소련에 점령되었음에도 불구하고, 망명정부는 폴란드 지하국가와 폴란드 국내군을 통해 제2차 세계 대전에서 상당한 영향력을 행사했다. 해외에서 망명정부 당국의 지휘 하에 점령 영토로부터 도망친 폴란드의 군 부대들은 그들의 지휘관들과 함께 유럽, 아프리카, 중동에서 연합군의 일원으로 참전했다.전쟁이 끝나고 망명정부는 본국으로 돌아가려고 했으나 스탈린이 귀국을 방해하는 바람에 귀국하지 못했다. 결국 폴란드 민주화가 일어난 후 귀국했다.
동유럽이 해방되고 그 명분으로 공산화를 진행하던 소련의 눈에 폴란드도 피해가지 못했고 결국 폴란드 영토가 소련의 위성국인 폴란드 인민공화국의 통치를 받게 되면서, 여러 국가들로부터 승인을 받지 못했고 효율적인 힘을 행사할 수 없었음에도 불구하고 망명 정부는 여전히 존재했다. 폴란드의 공산통치가 끝난 이후 1990년 12월 폴란드 제3공화국 정부가 수립된 이후에야 폴란드 망명 정부는 여러 권한들을 자유민주주의 국가인 제3공화국 정부에 인계했다.
망명 정부는 1939년부터 1940년까지 프랑스 파리에 소재하고 있다가 이후 소재지를 앙제로 옮겼다. 이후 프랑스 공방전의 결과로 망명 정부는 1940년 영국 런던으로 소재지를 옮겼으며, 1990년 해산할 때까지 영국에 남아있었다.

## 역사

### 수립
1939년 9월 17일 폴란드 제2공화국의 대통령 이그나치 모시치츠키는 폴란드 남부 국경 부근에 위치한 쿠치에서 권력을 이양하겠다는 그의 계획을 언급하였고, 그의 계승자로 폴란드 상원의 수장이었던 브와디스와프 라츠키예비츠를 임명했다. 이것은 1935년 4월 채택된 폴란드 헌법 제24조에 의거한 것이었다. 제24조의 내용은 다음과 같다.
전쟁 기간에는 평화로운 결과가 나온 이후 3개월까지는 대통령직이 유지되어야 한다. 대통령은 평화로운 결과가 나오기 이전에 그 지위가 없어진다면 관보에 적혀진 특수법에 따라 그의 승계자를 임명할 수 있다. 만약 대통령의 계승자가 직위를 맡는다면, 그 기간은 평화로운 결과가 나온 이후 3개월 안으로 한정한다.

1939년 9월 29일 또는 9월 30일이 되어서야 모시치츠키는 사임했다. 당시 파리에 있던 라츠키예비츠는 폴란드 대사관에서 바로 헌법에 선서를 하고 폴란드의 대통령이 되었다. 라츠키예비츠는 브와디스와프 시코르스키를 총리로 임명했으며, 에드바르트 리츠시미그위가 물러나면서 라츠키예비츠는 시코르스키를 폴란드군 총사령관으로도 임명했다.
폴란드 해군 대부분은 영국으로 도망쳤으며, 수많은 폴란드 육군 및 공군 병사들은 헝가리와 루마니아 또는 발트해를 거쳐 도주했고, 프랑스에서 싸움을 이어갔다. 많은 폴란드인들은 이후 연합군의 여러 작전 및 전투에 참여했다. 대표적인 전투에는 노르웨이에서 벌어진 나르빅 전투, 프랑스 공방전, 영국 본토항공전, 대서양 전투, 북아프리카 전역, 이탈리아 전역의 몬테카시노 전투, 그리고 노르망디 상륙과 마켓 가든 작전의 아른험 전투 등이 있다.

### 제2차 세계 대전
처음에 파리에 소재했던 폴란드 망명 정부는 이후 앙제로 이동했고, 이곳은 브와디스와프 라츠키예비치가 1939년 12월 2일부터 1940년 6월까지 살던 사토 드 피그네롤과 가까운 곳이었다. 프랑스에 도망친 망명정부는 이후 런던으로 이동했고, 이후 모든 연합국 정부가 망명정부를 승인했다. 정치적으로, 망명 정부는 폴란드 농민당, 폴란드 사회주의당, 노동당, 그리고 국민당의 연합체제였지만, 이 당들은 모두 전쟁의 영향으로 인해 흔적만 남아 있었다.
독일이 바르바로사 작전을 개시했을 때, 폴란드 망명 정부는 히틀러주의와 맞서 싸울 뿐만 아니라 소련의 폴란드인 억압을 막기 위해 소련과 외교관계를 수립했다. 1941년 8월 12일 소련 정부는 폴란드인에게 대대적인 사면을 실시했고, 폴란드 민간인 수감자들과 시베리아에 수감된 강제추방자들을 포함해 1939년 붉은 군대가 폴란드 동부에서 포로로 잡은 수천 명의 폴란드 병사들이 사면 대상자에 속했다. 이 사면은 폴란드인들이 안더스의 군대라고 알려진 8개의 사단을 창설하는데 큰 역할을 했다. 안더스의 지휘하에 폴란드인들은 이란을 거쳐 중동으로 탈출했고, 이곳에서 폴란드인들은 에르빈 롬멜의 아프리카 군단에게 압박을 받고 있던 영국군과 협력하게 되었다. 이 군대는 브와디스와프 안더스가 지휘하는 폴란드 제2군단의 기초가 되었다.

전쟁 기간, 특히 1942년부터, 폴란드 망명 정부는 연합군에게 유럽에 거주하는 유대인들의 홀로코스트에 대한 최신의 정확한 자료들을 제공해왔으며 외교부 장관인 에드바르트 라친스키 백작과 폴란드 지하국의 운반원 얀 카르스키 등의 대표를 통해 이를 막기 위한 행동들을 취해달라고 요구해왔으나 성공하지 못했다. 1942년 12월 10일 유엔 정부에 전달된 에드바르트 라친스키 백작의 메모는 정부의 대량 학살 및 나치 독일의 유대인 학살에 대한 첫 공식적인 규탄이었다. 이것은 또한 유대인들을 각각의 대표국가들의 시민뿐만 아니라 유럽 전체에 거주하는 유대인들의 고통을 주제로 다룬 첫 기록이었다. 1942년 12월 10일의 기록과 폴란드 망명 정부의 노력은 1942년 12월 17일 연합국 선언을 촉발시켰다.
1943년, 독일은 러시아의 스몰렌스크 인근 카틴 숲에서 발견한 10,000명의 폴란드 장교의 대량 무덤을 발견했음을 선언했다. 이후 독일 정부는 조사를 통해 4,443구의 시체를 추가로 발견했다. 이들은 1939년 포로가 되어 소련군에 의해 살해된 이들이었다. 소련 정부는 발견이 날조된 것이라 주장했고, 외교적인 이유로 다른 연합국 정부들은 이를 공식적으로 수용했지만 폴란드 망명 정부는 소련 정부의 주장을 받아들이지 않았다.
이에 스탈린은 폴란드 망명 정부와의 관계를 단절했다. 소련이 독일로부터 폴란드를 해방시킬 것이 명백했기 때문에, 이러한 시도는 폴란드 망명 정부에 있어서 치명적인 결과를 낳았다. 더군다나 우연히도, 폴란드 망명 지도자 중 가장 능력이 있는 것으로 간주되던 시코르스키가 1943년 7월 지브롤터에서 비행기 사고로 사망하였다. 그의 뒤를 이어 스타니스와프 미코와치크가 폴란드 망명 정부의 총리가 되었다.
1943년부터 1944년 사이에 연합국 지도자들, 특히 윈스턴 처칠은 스탈린과 폴란드 망명 정부 사이의 대화를 재개하기 위해 노력했다. 그러나 이러한 노력들은 여러 가지 문제로 파기되었다. 그 중 하나는 카틴 학살에 대한 소련 정부와 폴란드 망명 정부의 입장 차이였다. 다른 하나는 폴란드의 전후 국경 문제였다. 스탈린은 수백만 명의 폴란드인들과 우크라이나인, 그리고 벨라루스인들이 거주하는 1939년의 획득 영토가 폴란드가 아닌 소련의 땅이 되어야한다고 주장했으며 폴란드는 독일로부터 영토를 보상받아야한다고 주장했다. 그러나 미코와치크는 이러한 폴란드의 영토에 대한 협상을 거부했으며, 폴란드의 전쟁 이전 동부 영토에 대한 주권은 그대로임을 주장했다. 세번째 문제는 마코와치크가 스탈린이 전후 폴란드에서 공산정권을 세우지 말아야 한다고 주장한 것이었다.

## 서지
- Cienciala, Anna M. "The Foreign Policy of the Polish Government-in-Exile, 1939–1945: Political and Military Realities versus Polish Psychological Reality" in: John S. Micgiel and Piotr S. Wandycz eds., Reflections on Polish Foreign Policy, New York: 2005. online
- Davies, Norman. God's Playground: A History of Poland, Vol. 2: 1795 to the Present (2005)
- Kochanski, Halik. The Eagle Unbowed: Poland and the Poles in the Second World War (2012) excerpt and text search